# Alfa Lupi
Alfa Lupi (α Lup / α Lupi) è una stella gigante blu della costellazione del Lupo distante circa 550 anni luce.

## Osservazione
La sua posizione è fortemente australe e ciò comporta che la stella sia osservabile prevalentemente dall'emisfero sud, dove si presenta circumpolare anche da gran parte delle regioni temperate; dall'emisfero nord la sua visibilità è invece limitata alle regioni temperate inferiori e alla fascia tropicale. La sua magnitudine pari a +2,30 le consente di essere scorta con facilità anche dalle aree urbane di moderate dimensioni.
Il periodo migliore per la sua osservazione nel cielo serale ricade nei mesi compresi fra fine marzo e agosto; nell'emisfero sud è visibile anche verso l'inizio della primavera, grazie alla declinazione australe della stella, mentre nell'emisfero nord può essere osservata in particolare durante i mesi tardo-primaverili boreali.

## Caratteristiche fisiche
Alfa Lupi è una calda gigante blu di classe spettrale B1,5III la cui temperatura superficiale misura 21600 K. Brilla con una luminosità di 20.000 L☉: la maggior parte di essa viene emessa nella lunghezza d'onda degli ultravioletti. Con una massa stimata essere 10 volte superiore a quella del Sole è una stella molto giovane, con un'età stimata in circa 20 milioni di anni, ma che è in una fase già abbastanza avanzata della sua esistenza.
Presenta una metallicità (relativa abbondanza di elementi chimici più pesanti dell'elio) comparabile a quella solare ([M / H] = + 0,04 ± 0,10); Alfa Lupi è anche una stella variabile del tipo Beta Cephei simile a Murzim (Beta Canis Majoris): questo tipo di stelle mostrano variazioni di luminosità a causa di pulsazioni sulla superficie. Nel caso di Alfa Lupi queste variazioni variano del 3% la luminosità e durano circa 6 ore, uno dei periodi più lunghi per questa classe di variabili.
Come molte stelle di classe spettrale O e B, anche Alfa Lupi fa parte di un'associazione stellare OB: in particolare sembra faccia parte della subassociazione Centauro superiore-Lupo che a sua volta fa parte dell'Associazione Scorpius-Centaurus. Forma anche una doppia ottica con una debole compagna di 13ª magnitudine a 28 secondi d'arco di distanza. Tuttavia la natura del sistema non è ben chiara e l'ipotesi del sistema binario vero e proprio non è stata scartata.

## Etimologia
Alfa Lupi non ha un nome proprio se non in Cina dove era conosciuta come Yang Mun o Men, la "Porta Sud"; un altro nome usato occasionalmente per designare questa stella è Kakkab, usato anticamente nella valle del fiume Eufrate:"Kakkab Su‑gub Gud‑Elim" ovvero "la stella a sinistra del toro cornuto", forse un riferimento ad un centauro rappresentato in cielo.